# Change your mind (Neil Young)
Change your mind is een lied dat werd geschreven door Neil Young. Samen met Crazy Horse bracht hij het in 1994 uit op een vinyl-, cassette- en cd-single. Afhankelijk van de versie werd Speakin' out en/of een bewerkte versie van Change your mind meegeleverd. Daarnaast verscheen het in hetzelfde jaar op hun album Sleeps with angels.
Het is een rocknummer dat vergelijkbaar is met werk dat Young in zijn eerste jaren met Crazy Horse uitbracht. Ook is er de overgang van mineur naar majeur in zijn gitaarakkoorden, waardoor dit nummer doet denken aan nummers als Down by the river (1969) en Cowgirl in the sand (1969).
In de tekst is het de bedoeling van de zanger de dwalende over te halen zich over te geven tot een geliefde, waardoor het leven zal verbeteren. In zijn muziek betekent dit vaak dat hij die keuze wil aanmoedigen in plaats van drugs, waartegen hij zich al vaker in zijn teksten heeft afgezet.
De single bereikte nummer 18 in de rocklijst van Billboard (VS) en haalde net de Britse hitlijsten. Zijn album behaalde de top tien in meerdere landen.